# 刘擎
刘擎（1963年—），上海人，出生于青海省，中国学者、作家、公共知識分子，华东师范大学紫江特聘教授，主要研究方向为西方思想史、西方现代政治哲学及现代性问题。

## 生平
1982年获得东华大学化学工程系工学学士，1985年获得东华大学化学工程系工学硕士，之后留校在东华大学社会科学部任教，刘擎曾在1987年第2期《上海戏剧》上探討实验戏剧。1994年获得美国马凯大学政治学系文学硕士，2003年获得美国明尼苏达大学政治学系哲学博士。毕业后任华东师范大学政治学系副教授。
现任華東師範大學政治學系教授、華東師範大學世界政治研究中心主任。曾擔任爱奇艺《奇葩说》第七季导师。

## 思想
对于中国在世界中的地位，刘擎主张“新世界主义”。

## 著作
著有《声东击西》、《悬而未决的时刻》、《中国有多特殊》、《纷争的年代》、《刘擎西方现代思想讲义》、《當世界席捲而來》、《2000年以來的西方》。